# مويسيس خيمينيز سانشيز
مويسيس خيمينيز سانشيز (بالإسبانية: Moisés Jiménez Sánchez)‏ هو سياسي مكسيكي، ولد في 24 ديسمبر 1960 في ولاية هيدالغو في المكسيك. نشط حزبياً في New Alliance Party (Mexico) ‏. وقد انتخب عضو مجلس النواب المكسيك.